# 懷愛倫

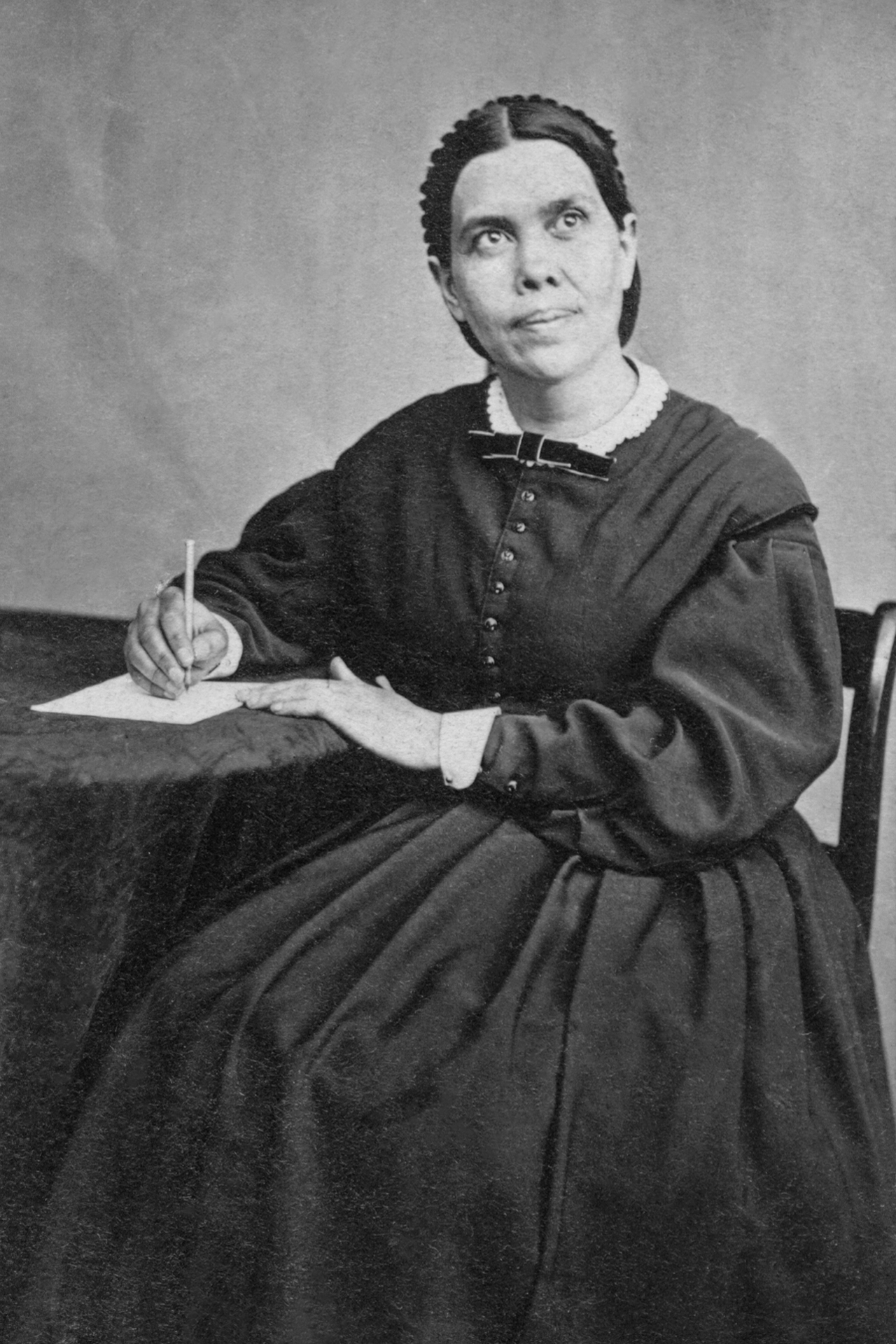
懷愛倫

懷愛倫（Ellen Gould White，1827年11月26日-1915年7月16日）是一位美国作家，也是基督復臨安息日會的联合创始人。 她支持素食主義。12歲時，她接觸了再臨宗。她創辦了多家健康疗养院。 